# 12627 Maryedwards
12627 Maryedwards è un asteroide della fascia principale. Scoperto nel 1971, presenta un'orbita caratterizzata da un semiasse maggiore pari a 2,2440860 au e da un'eccentricità di 0,1398390, inclinata di 2,20021° rispetto all'eclittica.
L'asteroide è dedicato all'astronoma britannica Mary Edwards.